# Eleições legislativas portuguesas de 2002 no distrito de Beja
| Eleições legislativas portuguesas de 2002 Distritos: Aveiro \| Beja \| Braga \| Bragança \| Castelo Branco \| Coimbra \| Évora \| Faro \| Guarda \| Leiria \| Lisboa \| Portalegre \| Porto \| Santarém \| Setúbal \| Viana do Castelo \| Vila Real \| Viseu \| Açores \| Madeira \| Estrangeiro |

## Resultados por Concelho
Os resultados nos concelhos do Distrito de Beja foram os seguintes:

### Aljustrel
| Partido                 | Partido                        | Votos | %               | +/-  |
| ----------------------- | ------------------------------ | ----- | --------------- | ---- |
|                         | Partido Socialista             | 2 333 | 40,87 / 100,00  | 2,64 |
|                         | Coligação Democrática Unitária | 2 069 | 36,25 / 100,00  | 2,77 |
|                         | Partido Social Democrata       | 737   | 12,91 / 100,00  | 4,90 |
|                         | PCTP/MRPP                      | 162   | 2,84 / 100,00   | 0,85 |
|                         | Partido Popular                | 142   | 2,49 / 100,00   | 0,26 |
|                         | Bloco de Esquerda              | 120   | 2,10 / 100,00   | 0,58 |
|                         | Outros                         | 31    | 0,56 / 100,00   |      |
| Votos Inválidos         | Votos Inválidos                | 114   | 2,00 / 100,00   | 0,18 |
| Total                   | Total                          | 5 708 | 100,00 / 100,00 |      |
| Eleitorado/Participação | Eleitorado/Participação        | 9 517 | 59,98 / 100,00  | 1,76 |

| Freguesia             | %     | %     | %     | %    | %    | %    | Votantes |
| Freguesia             | PS    | CDU   | PSD   | PCTP | PP   | BE   | Votantes |
| --------------------- | ----- | ----- | ----- | ---- | ---- | ---- | -------- |
| Aljustrel             | 37,63 | 39,89 | 12,47 | 2,06 | 2,40 | 2,91 | 2 918    |
| Ervidel               | 29,96 | 42,80 | 15,55 | 2,71 | 3,28 | 2,71 | 701      |
| Messejana             | 51,73 | 24,91 | 11,59 | 4,84 | 2,77 | 1,04 | 578      |
| Rio de Moinhos        | 44,27 | 33,49 | 12,16 | 6,42 | 1,61 | 0,92 | 436      |
| São João de Negrilhos | 49,58 | 29,30 | 13,40 | 2,51 | 2,42 | 0,56 | 1 075    |
| Aljustrel             | 40,87 | 36,25 | 12,91 | 2,84 | 2,49 | 2,10 | 5 708    |

### Almodôvar
| Partido                 | Partido                        | Votos | %               | +/-   |
| ----------------------- | ------------------------------ | ----- | --------------- | ----- |
|                         | Partido Socialista             | 2 034 | 45,69 / 100,00  | 8,62  |
|                         | Partido Social Democrata       | 1 589 | 35,69 / 100,00  | 12,52 |
|                         | Coligação Democrática Unitária | 359   | 8,06 / 100,00   | 2,95  |
|                         | Partido Popular                | 150   | 3,37 / 100,00   | 0,71  |
|                         | Bloco de Esquerda              | 102   | 2,29 / 100,00   | 0,73  |
|                         | PCTP/MRPP                      | 83    | 1,86 / 100,00   | 0,25  |
|                         | Outros                         | 52    | 1,16 / 100,00   |       |
| Votos Inválidos         | Votos Inválidos                | 83    | 1,87 / 100,00   | 0,87  |
| Total                   | Total                          | 4 452 | 100,00 / 100,00 |       |
| Eleitorado/Participação | Eleitorado/Participação        | 7 876 | 56,53 / 100,00  | 0,36  |

| Freguesia                   | %     | %     | %     | %    | %    | %    | Votantes |
| Freguesia                   | PS    | PSD   | CDU   | PP   | BE   | PCTP | Votantes |
| --------------------------- | ----- | ----- | ----- | ---- | ---- | ---- | -------- |
| Aldeia dos Fernandes        | 45,76 | 29,56 | 15,17 | 1,03 | 3,08 | 3,08 | 389      |
| Almodôvar                   | 41,72 | 39,59 | 6,78  | 4,30 | 2,94 | 1,77 | 1 975    |
| Gomes Aires                 | 63,16 | 22,18 | 3,38  | 4,14 | 0,75 | 0,38 | 266      |
| Rosário                     | 40,65 | 37,10 | 9,68  | 3,23 | 4,19 | 2,26 | 310      |
| Santa Clara-a-Nova          | 50,70 | 34,74 | 5,87  | 2,11 | 0,70 | 1,64 | 426      |
| Santa Cruz                  | 52,78 | 28,04 | 11,34 | 3,30 | 0,82 | 2,27 | 485      |
| São Barnabé                 | 36,22 | 50,92 | 2,89  | 3,67 | 0,79 | 1,57 | 381      |
| Senhora da Graça de Padrões | 58,18 | 18,18 | 16,36 | 0,45 | 3,18 | 1,82 | 220      |
| Almodôvar                   | 45,69 | 35,69 | 8,06  | 3,37 | 2,29 | 1,86 | 4 452    |

### Alvito
| Partido                 | Partido                        | Votos | %               | +/-  |
| ----------------------- | ------------------------------ | ----- | --------------- | ---- |
|                         | Partido Socialista             | 515   | 40,02 / 100,00  | 2,52 |
|                         | Partido Social Democrata       | 310   | 24,09 / 100,00  | 6,36 |
|                         | Coligação Democrática Unitária | 309   | 24,01 / 100,00  | 5,54 |
|                         | Partido Popular                | 65    | 5,05 / 100,00   | 0,65 |
|                         | PCTP/MRPP                      | 26    | 2,02 / 100,00   | 0,23 |
|                         | Bloco de Esquerda              | 22    | 1,71 / 100,00   | 0,61 |
|                         | Outros                         | 10    | 0,79 / 100,00   |      |
| Votos Inválidos         | Votos Inválidos                | 30    | 2,33 / 100,00   | 0,34 |
| Total                   | Total                          | 1 287 | 100,00 / 100,00 |      |
| Eleitorado/Participação | Eleitorado/Participação        | 2 162 | 59,53 / 100,00  | 6,52 |

| Freguesia            | %     | %     | %     | %    | %    | %    | Votantes |
| Freguesia            | PS    | PSD   | CDU   | PP   | PCTP | BE   | Votantes |
| -------------------- | ----- | ----- | ----- | ---- | ---- | ---- | -------- |
| Alvito               | 28,45 | 29,47 | 30,35 | 5,57 | 1,47 | 2,20 | 682      |
| Vila Nova da Baronia | 53,06 | 18,02 | 16,86 | 4,46 | 2,64 | 1,16 | 605      |
| Alvito               | 40,02 | 24,09 | 24,01 | 5,05 | 2,02 | 1,71 | 1 287    |

### Barrancos
| Partido                 | Partido                        | Votos | %               | +/-   |
| ----------------------- | ------------------------------ | ----- | --------------- | ----- |
|                         | Partido Socialista             | 485   | 49,64 / 100,00  | 1,87  |
|                         | Partido Social Democrata       | 217   | 22,21 / 100,00  | 18,07 |
|                         | Coligação Democrática Unitária | 149   | 15,25 / 100,00  | 12,62 |
|                         | Partido Popular                | 56    | 5,73 / 100,00   | 2,37  |
|                         | PCTP/MRPP                      | 22    | 2,25 / 100,00   | 0,20  |
|                         | Outros                         | 16    | 1,63 / 100,00   |       |
| Votos Inválidos         | Votos Inválidos                | 32    | 3,28 / 100,00   | 0,20  |
| Total                   | Total                          | 977   | 100,00 / 100,00 |       |
| Eleitorado/Participação | Eleitorado/Participação        | 1 650 | 59,21 / 100,00  | 4,96  |

| Freguesia | %     | %     | %     | %    | %    | Votantes |
| Freguesia | PS    | PSD   | CDU   | PP   | PCTP | Votantes |
| --------- | ----- | ----- | ----- | ---- | ---- | -------- |
| Barrancos | 49,64 | 22,21 | 15,25 | 5,73 | 2,25 | 977      |
| Barrancos | 49,64 | 22,21 | 15,25 | 5,73 | 2,25 | 977      |

### Beja
| Partido                 | Partido                        | Votos  | %               | +/-  |
| ----------------------- | ------------------------------ | ------ | --------------- | ---- |
|                         | Partido Socialista             | 7 521  | 41,48 / 100,00  | 1,94 |
|                         | Coligação Democrática Unitária | 4 504  | 24,84 / 100,00  | 5,40 |
|                         | Partido Social Democrata       | 4 098  | 22,60 / 100,00  | 7,01 |
|                         | Partido Popular                | 692    | 3,82 / 100,00   | 0,48 |
|                         | Bloco de Esquerda              | 478    | 2,64 / 100,00   | 0,17 |
|                         | PCTP/MRPP                      | 346    | 1,91 / 100,00   | 0,49 |
|                         | Outros                         | 139    | 0,76 / 100,00   |      |
| Votos Inválidos         | Votos Inválidos                | 354    | 1,95 / 100,00   | 0,04 |
| Total                   | Total                          | 18 132 | 100,00 / 100,00 |      |
| Eleitorado/Participação | Eleitorado/Participação        | 29 866 | 60,71 / 100,00  | 0,47 |

| Freguesia                   | %     | %     | %     | %    | %    | %    | Votantes |
| Freguesia                   | PS    | CDU   | PSD   | PP   | BE   | PCTP | Votantes |
| --------------------------- | ----- | ----- | ----- | ---- | ---- | ---- | -------- |
| Albernoa                    | 42,57 | 38,06 | 10,59 | 1,80 | 1,35 | 2,70 | 444      |
| Baleizão                    | 24,80 | 53,34 | 9,46  | 1,63 | 6,53 | 2,28 | 613      |
| Beja (Salvador)             | 41,82 | 20,49 | 26,18 | 3,72 | 3,12 | 1,26 | 2 850    |
| Beja (Santa Maria da Feira) | 38,65 | 25,31 | 23,53 | 5,06 | 2,80 | 1,92 | 1 462    |
| Beja (Santiago Maior)       | 42,33 | 27,88 | 18,45 | 3,83 | 2,95 | 2,03 | 3 555    |
| Beja (São João Baptista)    | 36,52 | 11,22 | 39,62 | 5,90 | 3,63 | 0,58 | 3 609    |
| Beringel                    | 42,43 | 25,24 | 21,15 | 3,97 | 1,68 | 2,64 | 832      |
| Cabeça Gorda                | 50,06 | 28,22 | 13,67 | 1,15 | 1,02 | 3,70 | 783      |
| Mombeja                     | 60,00 | 20,00 | 11,30 | 2,61 | 0    | 2,61 | 230      |
| Nossa Senhora das Neves     | 52,21 | 25,71 | 12,17 | 2,36 | 1,28 | 2,75 | 1 019    |
| Quintos                     | 45,58 | 32,74 | 14,60 | 2,65 | 0,88 | 2,65 | 226      |
| Salvada                     | 33,85 | 41,50 | 15,16 | 1,98 | 1,13 | 3,82 | 706      |
| Santa Clara de Louredo      | 47,31 | 35,33 | 7,85  | 1,45 | 2,27 | 2,89 | 484      |
| Santa Vitória               | 39,29 | 39,73 | 11,83 | 2,90 | 1,12 | 2,90 | 448      |
| São Brissos                 | 20,63 | 66,67 | 7,94  | 0    | 3,17 | 1,59 | 63       |
| São Matias                  | 55,94 | 15,36 | 23,19 | 1,45 | 0,58 | 1,16 | 345      |
| Trigaches                   | 54,01 | 19,86 | 15,33 | 5,92 | 0,35 | 2,44 | 287      |
| Trindade                    | 43,75 | 28,98 | 13,64 | 6,25 | 0    | 3,41 | 176      |
| Beja                        | 41,48 | 24,84 | 22,60 | 3,82 | 2,64 | 1,91 | 18 132   |

### Castro Verde
| Partido                 | Partido                        | Votos | %               | +/-  |
| ----------------------- | ------------------------------ | ----- | --------------- | ---- |
|                         | Partido Socialista             | 1 613 | 44,79 / 100,00  | 3,62 |
|                         | Coligação Democrática Unitária | 942   | 26,16 / 100,00  | 3,93 |
|                         | Partido Social Democrata       | 607   | 16,86 / 100,00  | 4,69 |
|                         | Partido Popular                | 115   | 3,19 / 100,00   | 0,54 |
|                         | Bloco de Esquerda              | 115   | 3,19 / 100,00   | 1,02 |
|                         | PCTP/MRPP                      | 96    | 2,67 / 100,00   | 0,64 |
|                         | Outros                         | 30    | 0,84 / 100,00   |      |
| Votos Inválidos         | Votos Inválidos                | 83    | 2,31 / 100,00   | 0,54 |
| Total                   | Total                          | 3 601 | 100,00 / 100,00 |      |
| Eleitorado/Participação | Eleitorado/Participação        | 6 320 | 56,98 / 100,00  | 1,18 |

| Freguesia                | %     | %     | %     | %    | %    | %    | Votantes |
| Freguesia                | PS    | CDU   | PSD   | PP   | BE   | PCTP | Votantes |
| ------------------------ | ----- | ----- | ----- | ---- | ---- | ---- | -------- |
| Casével                  | 44,89 | 30,22 | 14,67 | 3,11 | 2,67 | 2,22 | 225      |
| Castro Verde             | 46,78 | 19,82 | 20,77 | 3,83 | 4,07 | 1,84 | 2 114    |
| Entradas                 | 29,01 | 49,29 | 9,91  | 0,94 | 2,12 | 5,19 | 424      |
| Santa Bárbara de Padrões | 52,44 | 24,84 | 10,55 | 3,25 | 1,30 | 3,57 | 616      |
| São Marcos da Ataboeira  | 34,68 | 41,89 | 12,61 | 1,35 | 2,70 | 3,60 | 222      |
| Castro Verde             | 44,79 | 26,16 | 16,86 | 3,19 | 3,19 | 2,67 | 3 601    |

### Cuba
| Partido                 | Partido                        | Votos | %               | +/-  |
| ----------------------- | ------------------------------ | ----- | --------------- | ---- |
|                         | Partido Socialista             | 1 232 | 45,60 / 100,00  | 0,54 |
|                         | Coligação Democrática Unitária | 782   | 28,94 / 100,00  | 6,90 |
|                         | Partido Social Democrata       | 452   | 16,73 / 100,00  | 7,08 |
|                         | Partido Popular                | 81    | 3,00 / 100,00   | 0,42 |
|                         | PCTP/MRPP                      | 48    | 1,78 / 100,00   | 0,51 |
|                         | Bloco de Esquerda              | 34    | 1,26 / 100,00   | 0,17 |
|                         | Outros                         | 20    | 0,74 / 100,00   |      |
| Votos Inválidos         | Votos Inválidos                | 53    | 1,97 / 100,00   | 0,44 |
| Total                   | Total                          | 2 702 | 100,00 / 100,00 |      |
| Eleitorado/Participação | Eleitorado/Participação        | 4 312 | 62,66 / 100,00  | 1,09 |

| Freguesia        | %     | %     | %     | %    | %    | %    | Votantes |
| Freguesia        | PS    | CDU   | PSD   | PP   | PCTP | BE   | Votantes |
| ---------------- | ----- | ----- | ----- | ---- | ---- | ---- | -------- |
| Cuba             | 44,52 | 29,29 | 17,40 | 3,22 | 1,52 | 0,94 | 1 707    |
| Faro do Alentejo | 49,41 | 29,41 | 12,35 | 3,53 | 2,06 | 0,59 | 340      |
| Vila Alva        | 44,37 | 26,69 | 18,33 | 2,89 | 2,89 | 2,89 | 311      |
| Vila Ruiva       | 48,26 | 28,78 | 16,28 | 1,45 | 1,74 | 2,03 | 344      |
| Cuba             | 45,60 | 28,94 | 16,73 | 3,00 | 1,78 | 1,26 | 2 702    |

### Ferreira do Alentejo
| Partido                 | Partido                        | Votos | %               | +/-  |
| ----------------------- | ------------------------------ | ----- | --------------- | ---- |
|                         | Partido Socialista             | 2 389 | 48,03 / 100,00  | 0,92 |
|                         | Coligação Democrática Unitária | 1 142 | 22,96 / 100,00  | 5,73 |
|                         | Partido Social Democrata       | 940   | 18,90 / 100,00  | 6,41 |
|                         | Partido Popular                | 188   | 3,78 / 100,00   | 0,15 |
|                         | PCTP/MRPP                      | 121   | 2,43 / 100,00   | 0,06 |
|                         | Bloco de Esquerda              | 93    | 1,87 / 100,00   | 0,34 |
|                         | Outros                         | 42    | 0,84 / 100,00   |      |
| Votos Inválidos         | Votos Inválidos                | 59    | 1,18 / 100,00   | 0,20 |
| Total                   | Total                          | 4 974 | 100,00 / 100,00 |      |
| Eleitorado/Participação | Eleitorado/Participação        | 8 330 | 59,71 / 100,00  | 0,59 |

| Freguesia               | %     | %     | %     | %    | %    | %    | Votantes |
| Freguesia               | PS    | CDU   | PSD   | PP   | PCTP | BE   | Votantes |
| ----------------------- | ----- | ----- | ----- | ---- | ---- | ---- | -------- |
| Alfundão                | 48,54 | 17,74 | 22,81 | 4,29 | 2,34 | 3,12 | 513      |
| Canhestros              | 53,82 | 23,25 | 15,29 | 2,87 | 1,27 | 0,96 | 314      |
| Ferreira do Alentejo    | 44,79 | 23,86 | 21,82 | 4,00 | 1,85 | 1,96 | 2 699    |
| Figueira dos Cavaleiros | 50,39 | 25,86 | 11,43 | 3,55 | 4,77 | 1,78 | 901      |
| Odivelas                | 58,18 | 14,15 | 16,67 | 0,94 | 2,20 | 0,94 | 318      |
| Peroguarda              | 53,71 | 24,45 | 13,10 | 2,18 | 2,18 | 0,87 | 229      |
| Ferreira do Alentejo    | 48,03 | 22,96 | 18,90 | 3,78 | 2,43 | 1,87 | 4 974    |

### Mértola
| Partido                 | Partido                        | Votos | %               | +/-  |
| ----------------------- | ------------------------------ | ----- | --------------- | ---- |
|                         | Partido Socialista             | 2 034 | 42,06 / 100,00  | 0,98 |
|                         | Coligação Democrática Unitária | 1 573 | 32,53 / 100,00  | 3,70 |
|                         | Partido Social Democrata       | 700   | 14,47 / 100,00  | 4,33 |
|                         | PCTP/MRPP                      | 154   | 3,18 / 100,00   | 0,34 |
|                         | Partido Popular                | 105   | 2,17 / 100,00   | 0,55 |
|                         | Bloco de Esquerda              | 64    | 1,32 / 100,00   | 0,25 |
|                         | Outros                         | 81    | 1,67 / 100,00   |      |
| Votos Inválidos         | Votos Inválidos                | 125   | 2,59 / 100,00   | 0,19 |
| Total                   | Total                          | 4 836 | 100,00 / 100,00 |      |
| Eleitorado/Participação | Eleitorado/Participação        | 8 190 | 59,05 / 100,00  | 1,07 |

| Freguesia                 | %     | %     | %     | %    | %    | %    | Votantes |
| Freguesia                 | PS    | CDU   | PSD   | PCTP | PP   | BE   | Votantes |
| ------------------------- | ----- | ----- | ----- | ---- | ---- | ---- | -------- |
| Alcaria Ruiva             | 34,74 | 41,65 | 15,74 | 2,11 | 2,11 | 0,58 | 521      |
| Corte do Pinto            | 38,45 | 34,40 | 14,17 | 4,89 | 3,37 | 0,84 | 593      |
| Espírito Santo            | 43,26 | 31,16 | 13,49 | 4,19 | 5,12 | 0,47 | 215      |
| Mértola                   | 44,02 | 33,49 | 13,04 | 2,62 | 1,82 | 2,16 | 1 756    |
| Santana de Cambas         | 42,56 | 26,21 | 20,55 | 4,19 | 0,63 | 0,84 | 477      |
| São João dos Caldeireiros | 41,06 | 34,06 | 14,49 | 4,11 | 1,69 | 1,21 | 414      |
| São Miguel do Pinheiro    | 44,16 | 26,85 | 12,65 | 3,31 | 1,75 | 0,58 | 514      |
| São Pedro de Solis        | 49,72 | 16,57 | 19,89 | 2,21 | 3,87 | 1,66 | 181      |
| São Sebastião dos Carros  | 41,82 | 38,18 | 10,30 | 0,61 | 3,03 | 1,21 | 165      |
| Mértola                   | 42,06 | 32,53 | 14,47 | 3,18 | 2,17 | 1,32 | 4 836    |

### Moura
| Partido                 | Partido                        | Votos  | %               | +/-  |
| ----------------------- | ------------------------------ | ------ | --------------- | ---- |
|                         | Partido Socialista             | 3 432  | 49,15 / 100,00  | 4,58 |
|                         | Coligação Democrática Unitária | 1 464  | 20,97 / 100,00  | 3,29 |
|                         | Partido Social Democrata       | 1 312  | 18,79 / 100,00  | 6,92 |
|                         | Partido Popular                | 323    | 4,63 / 100,00   | 0,88 |
|                         | PCTP/MRPP                      | 175    | 2,51 / 100,00   | 0,19 |
|                         | Bloco de Esquerda              | 95     | 1,36 / 100,00   | 0,88 |
|                         | Outros                         | 51     | 0,73 / 100,00   |      |
| Votos Inválidos         | Votos Inválidos                | 130    | 1,86 / 100,00   | 0,16 |
| Total                   | Total                          | 6 982  | 100,00 / 100,00 |      |
| Eleitorado/Participação | Eleitorado/Participação        | 14 416 | 48,43 / 100,00  | 0,51 |

| Freguesia                   | %     | %     | %     | %    | %    | %    | Votantes |
| Freguesia                   | PS    | CDU   | PSD   | PP   | PCTP | BE   | Votantes |
| --------------------------- | ----- | ----- | ----- | ---- | ---- | ---- | -------- |
| Amareleja                   | 35,49 | 42,38 | 12,00 | 3,15 | 4,09 | 0,60 | 1 175    |
| Moura (Santo Agostinho)     | 52,29 | 11,45 | 25,59 | 5,47 | 1,28 | 1,62 | 1 790    |
| Moura (São João Baptista)   | 55,42 | 13,91 | 17,43 | 6,05 | 1,92 | 2,80 | 1 819    |
| Póvoa de São Miguel         | 46,96 | 11,92 | 30,90 | 4,92 | 2,68 | 0,73 | 411      |
| Safara                      | 53,77 | 20,70 | 17,21 | 2,90 | 2,51 | 0,39 | 517      |
| Santo Aleixo da Restauração | 54,69 | 20,56 | 12,97 | 2,79 | 4,19 | 0,60 | 501      |
| Santo Amador                | 40,43 | 42,55 | 10,64 | 0,35 | 2,84 | 0    | 282      |
| Sobral da Adiça             | 43,53 | 26,49 | 17,45 | 6,16 | 3,29 | 0    | 487      |
| Moura                       | 49,15 | 20,97 | 18,79 | 4,63 | 2,51 | 1,36 | 6 982    |

### Odemira
| Partido                 | Partido                        | Votos  | %               | +/-  |
| ----------------------- | ------------------------------ | ------ | --------------- | ---- |
|                         | Partido Socialista             | 6 450  | 47,83 / 100,00  | 4,38 |
|                         | Partido Social Democrata       | 2 856  | 21,18 / 100,00  | 6,21 |
|                         | Coligação Democrática Unitária | 2 381  | 17,66 / 100,00  | 2,98 |
|                         | Partido Popular                | 684    | 5,07 / 100,00   | 0,31 |
|                         | PCTP/MRPP                      | 347    | 2,57 / 100,00   | 0,27 |
|                         | Bloco de Esquerda              | 219    | 1,62 / 100,00   | 0,49 |
|                         | Outros                         | 207    | 1,54 / 100,00   |      |
| Votos Inválidos         | Votos Inválidos                | 340    | 2,53 / 100,00   | 0,19 |
| Total                   | Total                          | 13 484 | 100,00 / 100,00 |      |
| Eleitorado/Participação | Eleitorado/Participação        | 22 797 | 59,15 / 100,00  | 0,11 |

| Freguesia                  | %     | %     | %     | %    | %    | %    | Votantes |
| Freguesia                  | PS    | PSD   | CDU   | PP   | PCTP | BE   | Votantes |
| -------------------------- | ----- | ----- | ----- | ---- | ---- | ---- | -------- |
| Bicos                      | 56,31 | 16,92 | 19,08 | 2,46 | 2,77 | 0,31 | 325      |
| Boavista dos Pinheiros     | 62,19 | 7,66  | 20,63 | 3,44 | 1,41 | 1,25 | 640      |
| Colos                      | 46,17 | 22,68 | 18,53 | 3,51 | 3,51 | 1,76 | 626      |
| Longueira / Almograve      | 46,14 | 35,37 | 7,54  | 4,49 | 1,26 | 0,90 | 557      |
| Luzianes-Gare              | 40,33 | 31,15 | 18,03 | 1,64 | 3,61 | 0,98 | 305      |
| Odemira (Santa Maria)      | 43,64 | 25,21 | 19,39 | 5,21 | 1,94 | 1,58 | 825      |
| Odemira (São Salvador)     | 49,41 | 20,66 | 18,65 | 4,91 | 2,00 | 1,73 | 1 099    |
| Pereiras-Gare              | 36,89 | 17,48 | 27,67 | 1,94 | 8,74 | 1,46 | 206      |
| Relíquias                  | 51,96 | 14,14 | 23,85 | 4,09 | 2,39 | 0,34 | 587      |
| Saboia                     | 52,98 | 20,80 | 12,07 | 4,85 | 3,61 | 1,53 | 721      |
| Santa Clara-a-Velha        | 55,29 | 24,84 | 9,94  | 3,67 | 2,38 | 0,65 | 463      |
| São Luís                   | 35,87 | 28,18 | 23,14 | 4,78 | 2,56 | 1,28 | 1 171    |
| São Martinho das Amoreiras | 56,70 | 20,54 | 10,86 | 3,27 | 2,23 | 0,15 | 672      |
| São Teotónio               | 50,32 | 15,52 | 17,38 | 6,52 | 3,24 | 1,70 | 2 532    |
| Vale de Santiago           | 36,14 | 12,05 | 38,80 | 4,82 | 4,82 | 0,48 | 415      |
| Vila Nova de Milfontes     | 43,24 | 27,51 | 14,22 | 7,14 | 1,57 | 3,03 | 1 850    |
| Zambujeira do Mar          | 51,63 | 24,29 | 6,33  | 6,12 | 1,22 | 4,69 | 490      |
| Odemira                    | 47,83 | 21,18 | 17,66 | 5,07 | 2,57 | 1,62 | 13 484   |

### Ourique
| Partido                 | Partido                        | Votos | %               | +/-  |
| ----------------------- | ------------------------------ | ----- | --------------- | ---- |
|                         | Partido Socialista             | 1 406 | 39,24 / 100,00  | 4,76 |
|                         | Partido Social Democrata       | 1 389 | 38,77 / 100,00  | 6,59 |
|                         | Coligação Democrática Unitária | 468   | 13,06 / 100,00  | 2,82 |
|                         | Partido Popular                | 92    | 2,57 / 100,00   | 0,61 |
|                         | PCTP/MRPP                      | 69    | 1,93 / 100,00   | 0,78 |
|                         | Bloco de Esquerda              | 49    | 1,37 / 100,00   | 0,70 |
|                         | Outros                         | 33    | 0,91 / 100,00   |      |
| Votos Inválidos         | Votos Inválidos                | 77    | 2,15 / 100,00   | 0,11 |
| Total                   | Total                          | 3 583 | 100,00 / 100,00 |      |
| Eleitorado/Participação | Eleitorado/Participação        | 5 725 | 62,59 / 100,00  | 0,67 |

| Freguesia        | %     | %     | %     | %    | %    | %    | Votantes |
| Freguesia        | PS    | PSD   | CDU   | PP   | PCTP | BE   | Votantes |
| ---------------- | ----- | ----- | ----- | ---- | ---- | ---- | -------- |
| Conceição        | 36,70 | 41,28 | 14,68 | 3,67 | 1,83 | 0    | 109      |
| Garvão           | 39,40 | 33,02 | 18,57 | 1,50 | 3,19 | 1,50 | 533      |
| Ourique          | 41,78 | 37,29 | 11,95 | 2,72 | 1,64 | 1,83 | 1 582    |
| Panoias          | 38,15 | 31,52 | 23,22 | 1,18 | 2,13 | 0,95 | 422      |
| Santa Luzia      | 46,37 | 26,21 | 20,56 | 1,61 | 1,21 | 0,81 | 248      |
| Santana da Serra | 31,79 | 55,15 | 2,18  | 4,06 | 1,74 | 0,87 | 689      |
| Ourique          | 39,24 | 38,77 | 13,06 | 2,57 | 1,93 | 1,37 | 3 583    |

### Serpa
| Partido                 | Partido                        | Votos  | %               | +/-  |
| ----------------------- | ------------------------------ | ------ | --------------- | ---- |
|                         | Coligação Democrática Unitária | 3 112  | 37,52 / 100,00  | 2,11 |
|                         | Partido Socialista             | 2 816  | 33,95 / 100,00  | 3,78 |
|                         | Partido Social Democrata       | 1 612  | 19,43 / 100,00  | 6,23 |
|                         | Partido Popular                | 272    | 3,28 / 100,00   | 0,54 |
|                         | PCTP/MRPP                      | 172    | 2,07 / 100,00   | 0,36 |
|                         | Bloco de Esquerda              | 111    | 1,34 / 100,00   | 0,13 |
|                         | Outros                         | 44     | 0,53 / 100,00   |      |
| Votos Inválidos         | Votos Inválidos                | 156    | 1,88 / 100,00   | 0,05 |
| Total                   | Total                          | 8 295  | 100,00 / 100,00 |      |
| Eleitorado/Participação | Eleitorado/Participação        | 14 944 | 55,51 / 100,00  | 0,34 |

| Freguesia                | %     | %     | %     | %    | %    | %    | Votantes |
| Freguesia                | CDU   | PS    | PSD   | PP   | PCTP | BE   | Votantes |
| ------------------------ | ----- | ----- | ----- | ---- | ---- | ---- | -------- |
| Aldeia Nova de São Bento | 40,37 | 26,80 | 23,12 | 4,13 | 2,07 | 0,84 | 1 791    |
| Brinches                 | 29,23 | 40,81 | 19,85 | 5,88 | 1,47 | 0,18 | 544      |
| Pias                     | 57,03 | 26,63 | 9,30  | 1,57 | 2,09 | 1,16 | 1 720    |
| Serpa (Salvador)         | 17,08 | 41,31 | 29,05 | 5,58 | 2,38 | 2,32 | 1 721    |
| Serpa (Santa Maria)      | 26,74 | 40,85 | 22,76 | 2,19 | 2,49 | 2,39 | 1 006    |
| Vale de Vargo            | 59,31 | 24,92 | 11,67 | 0,63 | 1,26 | 0,16 | 634      |
| Vila Verde de Ficalho    | 35,27 | 42,78 | 14,45 | 1,93 | 1,93 | 1,14 | 879      |
| Serpa                    | 37,52 | 33,95 | 19,43 | 3,28 | 2,07 | 1,34 | 8 295    |

### Vidigueira
| Partido                 | Partido                        | Votos | %               | +/-  |
| ----------------------- | ------------------------------ | ----- | --------------- | ---- |
|                         | Partido Socialista             | 1 552 | 47,46 / 100,00  | 2,32 |
|                         | Coligação Democrática Unitária | 696   | 21,28 / 100,00  | 5,29 |
|                         | Partido Social Democrata       | 624   | 19,08 / 100,00  | 6,15 |
|                         | Partido Popular                | 139   | 4,25 / 100,00   | 0,12 |
|                         | PCTP/MRPP                      | 105   | 3,21 / 100,00   | 0,89 |
|                         | Bloco de Esquerda              | 54    | 1,65 / 100,00   | 0,55 |
|                         | Outros                         | 39    | 1,20 / 100,00   |      |
| Votos Inválidos         | Votos Inválidos                | 61    | 1,87 / 100,00   | 0,24 |
| Total                   | Total                          | 3 270 | 100,00 / 100,00 |      |
| Eleitorado/Participação | Eleitorado/Participação        | 5 444 | 60,07 / 100,00  | 0,62 |

| Freguesia      | %     | %     | %     | %    | %    | %    | Votantes |
| Freguesia      | PS    | CDU   | PSD   | PP   | PCTP | BE   | Votantes |
| -------------- | ----- | ----- | ----- | ---- | ---- | ---- | -------- |
| Pedrógão       | 51,75 | 26,59 | 12,10 | 2,23 | 4,78 | 0,64 | 628      |
| Selmes         | 53,46 | 24,11 | 11,96 | 3,93 | 3,74 | 0,37 | 535      |
| Vidigueira     | 46,22 | 14,48 | 26,22 | 5,65 | 1,97 | 2,03 | 1 575    |
| Vila de Frades | 40,04 | 32,33 | 13,35 | 2,82 | 4,51 | 3,01 | 532      |
| Vidigueira     | 47,46 | 21,28 | 19,08 | 4,25 | 3,21 | 1,65 | 3 270    |